# Mutua de Propietarios
Mutua de Propietarios es una empresa española con sede en Barcelona especializada en seguros, principalmente de comunidades de propietarios e impago de alquileres. Es la aseguradora más antigua de España. Es líder en Cataluña en el seguro de edificios y tercera de España por volumen en su especialidad.

## Historia
La empresa fue fundada el 30 de abril de 1835 por un grupo de propietarios de edificios con el apoyo del Ayuntamiento de Barcelona, la Real Junta de Comercio y la Sociedad Económica Barcelonesa de Amigos del País.  Mutua de Propietarios creó en 1845 un cuerpo de bomberos propio, dotado con las primeras bombas extintoras de Barcelona y personal voluntario que daría origen al cuerpo de bomberos del ayuntamiento, al que fue cedido 1875.
El 14 de mayo de 1982 y en virtud del acuerdo del Consejo de Ministros le fue concedida la Medalla de Oro al Mérito en el Seguro, el máximo reconocimiento que puede ser distinguida una entidad de este sector.
Al seguro tradicional contra incendios se han sumado nuevos ramos y modalidades de seguros. Cuenta con oficinas en Cataluña, Valencia, Zaragoza, Madrid y Sevilla, y en 2011 inició la expansión en el norte de España.

## Fundación
La Fundación Mutua de Propietarios nace en enero de 2018 con el objetivo de prestar asistencia social a las personas con movilidad reducida.
Su actividad se centra en convocar ayudas que subvencionan parte del coste de las intervenciones realizadas para la eliminación de barreras y la mejora del acceso a la vivienda, así como en dar visibilidad a los problemas asociados a la movilidad reducida con estudios e informes poblacionales.  